# Шпиль (журнал)
«Шпиль!» (укр. Шпіль! — у минулому щомісячний російськомовний ігровий журнал, орієнтований на молодь, прихильників відеоігор, кіберспорту, комп'ютерної техніки та мобільного зв'язку, що виходив в Україні у київському видавництві «Мережі - Україна» . Видавався з травня 2001 року по грудень 2015 року. Після припинення виходу друкованої версії у грудні 2015 року, журнал продовжив своє існування як онлайн-видання. 

## Історія
З 2001 року, зі зростанням популярності, тираж журналу збільшився з початкових 10 000 екземплярів до 30 000 (на 2009 рік). Періодичність: 12 номерів (раніше було також 6 спецвипусків на рік). Вихід видання — 1-3 числа щомісяця. Поширення: підписка — 7%, роздріб — 91%, цільові розсилки, акції, спонсорство — 2%.
З 2004 року «Шпиль!» має власний вебсайт — http://shpil.com.ua. 
З 2007 року журнал перейшов з CD на DVD, а наприкінці 2007-го обсяг диска склав до 8.5 Гб. На DVD видається ігрове відео, демо-версії ігор, які повинні вийти  найближчим часом, патчі до ігор, а також шпалери на робочий стіл.
У квітні 2009 року видавництво журналу було закрито, але вже у серпні 2009 з'явився новий випуск журналу.
У серпні 2010 року журнал відсвяткував 100 випуск 
У 2010 році «Шпиль!» почав співпрацювати з каналом QTV.
З 2011 Року мають новий сайт: https://shpil.com.ua
У травні 2011 року журналу виповнилося 10 років.
30 вересня 2011 року редакторів журналу можна було почути у прямому ефірі на радіо tort.fm 
З листопада 2011 року на диску викладуються відео-огляди ігор.  
В січні 2014 року з'явився YouTube-канал: https://www.youtube.com/user/shpilcomua
В листопаді 2015 року вийшов останній надрукований номер журналу "Шпіль" 

## Редактори
- З 2001 по 2002 — Андрій Гайдут
- З 2002 по 2007 — Максим Писаревський
- З 2007 по 2011 — Денис Бондаренко
- 2011 — Дмитро Язовіцький
- З 2011 по 2014 — Ростислав Малько
- З 2014—2015 — Олег Скубицький
- З січня до серпня 2016 — Денис Зайченко